# Sky Vision Airlines
Sky Vision Airlines ist eine ägyptische Fluggesellschaft. Sie führt Linien- und Charterflüge durch.

## Geschichte
Sky Vision Airlines wurde 2022 gegründet und erhielt im Dezember 2022 das erste Flugzeug sowie das AOC. Im Januar 2023 startete Sky Vision den Flugbetrieb.
Im März 2024 übernahm man den ersten Airbus A320 Umbaufrachter. Das Flugzeug soll anfangs in Schardscha stationiert werden und ab Oktober 2024 von Ägypten aus operieren.

## Ziele
Die Fluggesellschaft fliegt nationale Ziele in Ägypten an, ist aber auch im Charterbereich für diverse Reiseveranstalter mit Flügen von Europa nach Ägypten tätig. Im Frachtbereich werden ebenfalls internationale Ziele bedient.

## Flotte
Mit Stand April 2025 besteht die Flotte der Sky Vision Airlines aus sechs Flugzeugen mit einem Durchschnittsalter von 20,0 Jahren:
| Flugzeugtyp     | Anzahl | bestellt | Anmerkungen | Sitzplätze |
| --------------- | ------ | -------- | ----------- | ---------- |
| Airbus A320-200 | 4      |          |             | 180        |
| Airbus A320P2F  | 2      |          |             | Cargo      |
| Gesamt          | 6      | 0        |             |            |